# La hija de D’Artagnan
La hija de D'Artagnan (título original en francés: La fille de d'Artagnan) es una película de aventuras francesa de 1994 dirigida por Bertrand Tavernier y protagonizada por Sophie Marceau, Philippe Noiret, Claude Rich y Sami Frey. Ambientada en el siglo XVII, la película relata la historia de la hija del renombrado espadachín D'Artagnan, quien mantiene vivo el espíritu de los Mosqueteros reuniendo a los ancianos miembros de la legendaria banda para oponerse a un complot para derrocar al Rey y tomar el poder. Se filmó en locaciones de Francia y Portugal, con un presupuesto de 9,1 millones de dólares.

## Sinopsis
Eloïse d'Artagnan, hija del famoso espadachín D'Artagnan, trata de reunir a los ancianos mosqueteros Aramis, Athos y Porthos para que luchen al lado de ella y su padre en contra del malvado duque de Crassac, quien planea poner en peligro a la Corona Francesa.

## Reparto principal
- Sophie Marceau es Eloïse d'Artagnan.
- Philippe Noiret es D'Artagnan.
- Claude Rich es el Duque de Crassac.
- Sami Frey es Aramis.
- Jean-Luc Bideau es Athos.
- Raoul Billerey es Porthos.
- Charlotte Kady es Eglantine de Rochefort.
- Nils Tavernier es Quentin la Misère.
- Gigi Proietti es Mazarin.
- Jean-Paul Roussillon es Planchet.
- Pascale Roberts es la Madre Superiora.
- Fabienne Chaudat es la Hermana Frédégonde.